# Operazione terrore (film 1970)
Operazione terrore (Los monstruos del terror), noto anche come Dracula contro Frankenstein, è un film del 1970 diretto da Tulio Demicheli e (non accreditati nella prima versione) Hugo Fregonese ed Eberhard Meichsner.
È un film horror fantascientifico "crossover" dove compaiono contemporaneamente dei celebri mostri appartenenti a serie cinematografiche distinte.

## Trama
Il dottor Odo Warnoff, proveniente dal pianeta Ummo, giunge sulla Terra allo scopo di conquistarla e per farlo pensa bene di risvegliare vari mostri: il mostro di Frankenstein, il vampiro conte Janos de Mialhoff, Tao-Tet la Mummia, l'Uomo lupo Waldemar Daninsky. Gli alieni, che utilizzano come copertura un circo itinerante, intendono scoprire il motivo per il quale questi mostri sono così spaventosi per i terrestri. Hanno poi in programma di creare un esercito di simili mostri con le proprie scoperte.
Il lupo mannaro che fanno resuscitare salva il mondo distruggendo gli altri tre mostri in combattimento corpo a corpo e, infine, facendo saltare in aria la base sotterranea degli alieni, anche se nel farlo viene ferito mortalmente dallo sparo di una donna che lo ama abbastanza da porre fine al suo tormento. Il lupo mannaro non ha specifica origine in questo film: si presume che gli eventi di questo film siano la continuazione dalla fine del film Le notti di Satana (La marca del hombre lobo, 1967) in cui il personaggio era stato trasformato in un lupo mannaro attraverso il morso di un altro lupo mannaro di nome Imre Wolfstein.

## Produzione
Il film, girato in spagnolo, fu una coproduzione tra Spagna, Germania Ovest e Italia. Fu diretto da Tulio Demicheli e (non accreditati nella prima versione) Hugo Fregonese ed Eberhard Meichsner.
Jacinto Molina è presente nel doppio ruolo di sceneggiatore (con il suo nome completo di Jacinto Molina Alvarez) e di attore che interpreta il licantropo (come Paul Naschi).
Le riprese ebbero luogo dal 24 luglio al 19 settembre 1968 in varie località della Spagna e a Monaco di Baviera in Germania.

## Distribuzione
Il film fu trasmesso in televisione negli Stati Uniti negli anni settanta con il titolo Assignment Terror e in seguito distribuito in VHS come Dracula vs Frankenstein (da non confondere con il film omonimo Dracula contro Frankenstein del 1971 di Al Adamson, il quale avrebbe diretto alcune scene di una riedizione di questo film). Benché la maggior parte delle copie per la TV siano slavate, esiste un'edizione in DVD della Luminous Film and Video Wurks che conserva l'immagine in formato letterbox, con buoni colori e apparentemente senza tagli.
La pellicola è entrata nel pubblico dominio negli Stati Uniti.

### Titoli alternativi
- Los monstruos del terror  Spagna (titolo originale)
- El hombre que vino de Ummo  Spagna (titolo di lavorazione)
- Assignment Terror  Stati Uniti
- Dracula Versus Frankenstein  Regno Unito
- Dracula contre Frankenstein  Francia
- Dracula jagt Frankenstein  Germania
- Dracula vs. Frankenstein  Stati Uniti(titolo scatola DVD)
- I symmoria tou Drakoula  Grecia
- Los montruos del terror  Spagna
- Operation Terror (vari paesi anglofoni)
- Dracula contro Frankenstein  Italia
- Reincarnator  Francia
- The Man Who Came from Ummo (vari paesi anglofoni)
- Varulven jagar Frankenstein  Svezia

## Accoglienza

### Incassi
La pellicola ricavò al botteghino in Spagna 11.604.193 peseta spagnola.

### Critica
Il film è idealmente di Jacinto Molina, qui sceneggiatore oltre che licantropo, anche se protagonista ufficiale nelle vesti di Odo è Michael Rennie, alla sua ultima interpretazione.»
(Fantafilm)